# Abimwa birama
Abimwa birama är en insektsart som beskrevs av Pieter D. Theron 1988. Abimwa birama ingår i släktet Abimwa och familjen dvärgstritar. Inga underarter finns listade i Catalogue of Life.